# Niwki (powiat dąbrowski)
Niwki – wieś w Polsce położona w województwie małopolskim, w powiecie dąbrowskim, w gminie Olesno.
W latach 1975–1998 miejscowość należała administracyjnie do województwa tarnowskiego.

## Zabytki
Obiekt wpisany do rejestru zabytków nieruchomych województwa małopolskiego.
- Park podworski.

## Ludzie związani z Niwkami
W Niwkach urodziła się malarka Maria Giżbert-Studnicka. 